# Rosån (Ryssland)
Rosån eller Rosona (finska: Rosonajoki, ryska: Россонь eller Россона) är en bifurkation i Ryssland och Ingermanland som förbinder floden Luga med floden Narva. Det är framförallt vid högvatten i Luga då vatten flyter från Luga till Narva. Från Rosån finns ytterligare förbindelse till Luga genom Kullaån.
Längs floden ligger byn Kallivieri. Under mellankrigstiden, då floden låg centralt i Estniska Ingermanland, låg ett flertal byar längs ån.